# Janko Deželak
Janko Deželak, slovenski ekonomist in politik, * 23. februar 1945, † 2. november 2014, Maribor.
Med letoma 1995 in 1997 je bil minister za ekonomske odnose in razvoj Republike Slovenije.